# محمد الصغير نصري
محمد الصغير نصري ، مواليد 12 مارس 1990 في تونس، هو لاعب كرة قدم تونسي.
لعب سابقاً في أندية الاتحاد المنستيري و البنزرتي و اتحاد بن قردان و مستقبل المرسى و هلال مساكن و أولمبيك سيدي بو زيد و الملعب القابسي و نادي الحائط السعودي و نادي التعاون الإماراتي .

## روابط خارجية
- محمد الصغير نصري على موقع Soccerway.com (الإنجليزية)